# Trididemnum marmoratum
Trididemnum marmoratum är en sjöpungsart som först beskrevs av Sluiter 1909.  Trididemnum marmoratum ingår i släktet Trididemnum och familjen Didemnidae. Inga underarter finns listade i Catalogue of Life.